# Zet 'm op, Kameleon!
Zet 'm op, Kameleon! is het vijfenzestigste deel uit De Kameleon-boekenreeks. Geschreven door Fred Diks die in 2005 een aantal Kameleon verhalen schreef voor een jonger publiek, Kameleon Junior genaamd. De illustraties zijn van Theo Puntman. De eerste editie kwam uit in 2008.

## Verhaal
Piebe de Fisker woont in zijn eentje op een eiland in het meer van Lenten. Maar vanwege zijn gezondheid is hij niet meer in staat met regelmaat water en voedsel te halen bij boer Jellema. Daarom besluiten de Klinkhamers samen met hun vrienden Piebe te helpen. Ze slaan een waterput en nadat ze gezien hebben hoe mooi het eiland is, maken ze plannen om een eilandfeest te organiseren. Intussen helpen ze ook de nieuwe winkelier Meneer Feijen met het inrichten van zijn zaak. Maar zijn prijzen zijn eigenlijk te laag om waar te zijn, en als hij dan ook nog eens opvallend veel interesse toont in het eiland van Piebe besluiten de vrienden van de Kameleon op onderzoek uit te gaan.
H. de Roos: 1. De schippers van de Kameleon · 2. Kameleon, ahoy! · 3. Redders met de Kameleon · 4. Speurders met de Kameleon · 5. De Kameleon op volle toeren · 6. De Kameleon houdt koers · 7. Goede vaart, Kameleon · 8. Trossen los, Kameleon · 9. De Kameleon in 't zoeklicht · 10. De Kameleon opnieuw in actie · 11. De Kameleon in de branding · 12. Vivat, Kameleon! · 13. De Kameleon blijft favoriet! · 14. De Kameleon wint de prijs! · 15. De Kameleon brengt geluk! · 16. Bravo, Kameleon! · 17. Vakantie met de Kameleon · 18. De Kameleon viert feest! · 19. Tip top, Kameleon · 20. De Kameleon schiet te hulp · 21. Trouwe vrienden van de Kameleon · 22. De Kameleon staat voor niets! · 23. Met de Kameleon erop los! · 24. De Kameleon altijd paraat · 25. De Kameleon slaat zijn slag · 26. De Kameleon pakt aan! · 27. Ruim baan, Kameleon · 28. De Kameleon vaart uit! · 29. De Kameleon treft doel! · 30. Volle kracht, Kameleon! · 31. Met de Kameleon op avontuur · 32. De Kameleon maakt schoon schip · 33. De Kameleon knapt het op! · 34. Met de Kameleon vooruit · 35. De Kameleon steekt van wal · 36. De Kameleon doet een goede vangst! · 37. De vlag in top voor de Kameleon · 38. De Kameleon in de storm · 39. Alle hens aan dek, Kameleon! · 40. De Kameleon krijgt nieuwe vrienden · 41. Op reis met de Kameleon! · 42. De Kameleon heeft succes · 43. De Kameleon vaart voorop! · 44. Lang leve de Kameleon! · 45. De Kameleon helpt altijd! · 46. De Kameleon ruikt onraad · 47. De Kameleon geeft vol gas · 48. De Kameleon maakt plezier · 49. De Kameleon ligt op de loer · 50. De Kameleon in het goud · 51. De Kameleon houdt stand! · 52. De Kameleon vaart door · 53. De Kameleon gooit het roer om · 54. Recht door zee, Kameleon · 55. De Kameleon op dreef · 56. De Kameleon in woelig water · 57. Met de Kameleon voor de wind · 58. De Kameleon heeft goed nieuws · 59. De Kameleon draagt zijn steentje bij · 60. De Kameleon maakt het helemaal 

P. de Roos: 61. De Kameleon slaat alarm · 62. De Kameleon stuurloos · 63. De Kameleon op jacht · Fred Diks: 64. De Kameleon scoort! · 65. Zet 'm op, Kameleon! · 66. De Kameleon lost het op · B.M. de Roos: 67. De Kameleon is terug! · 68 Knallen met de Kameleon